# Sankūkai

Sankūkais logga

Sankūkai (三空会)karate är en utlöpare till grundskolan Shitō-ryū, som vidareutvecklats framförallt med avseende på funktionellt självförsvar med tekniker från Aikidō och Jūdō. Sankūkai har sina rötter i Tani-ha Shitō-ryū även kallad Shūkōkai.
Sankūkai grundades av Nanbu Yoshinao (南部義尚), en av Sōke Tani Chōjirōs mest meriterade och framgångsrika elever. Nanbu övergav dock senare själv den rena stilen för att skapa Nanbudō 1978.

## Nanbus väg till egna system
Som son i en kampsportutövande samurai-familj hade Nanbu fått del av stridskonster från tidiga år. Vid 18 års ålder började han på ekonomi-universitetet i Osaka (大阪商業大学) , där han fick kontakt med Shitō-ryū shūkōkai-karate. Han tränade för mästarna Tani och Tanaka. Snart var han en av de bästa i Shūkōkai, och vann universitetsmästerskapen  1963, som på den tiden motsvarade världsmästerskap. 
Efter denna vinst blev han inbjuden till Frankrike av karatemästaren Henry Plée (numera 10:e dan), där han också visade framfötterna.  Nanbu påstås ha vunnit alla tävlingar som han någonsin deltog i. I vart fall återvände han till Japan efter några år, och fick 1968 uppdraget att sprida Tanis läror i Europa, vilket han gjorde med stor framgång. Efter ett par år hade han fått nog av detta och valde att stå på egna ben. Han grundade stilen Sankūkai 1971 i Paris. Per 1 juli 1972 bekräftade Tani brytningen officiellt. 
Efter en tid kände sig Nambu inte helt nöjd med sankūkai och menade att något fattades, varför han 1974 drog sig tillbaka från alla intriger och krångel i kampsportvärlden och for till Cap d'Ail. Där tillbringade han ett par år med att meditera, och att ta fram ett nytt system. 1978 kom han tillbaka med Nanbudō. Därefter har han ständigt putsat och förändrat systemet för att få det perfekt. Han själv arbetar nu som teknisk direktör för WNF (World Nanbdo Federation), och reser runt i världen och håller seminarier.
Nanbudō har sitt ursprung i karate, men även om det är nog så likt karate anses det  som ett eget kampsportsystem, och inte som en ny karatestil. Nanbudō som kampsport drar nytta av traditionella japanska kamptekniker. Men nanbudo är mycket mer än bara en uppsättning kamptekniker. Systemet är ett holistiskt självförsvars- och träningssystem, som kombinerar dessa med meditationstekniker och tekniker för mental insikt. Originalet Sankūkai har dock haft lika bra livskraft och lärs numera ut av flera nationella organisationer i världen.
Sankūkai finns på Södermalm i Stockholm som Tatsu karate dōjō.